# Unió Excursionista de Sabadell

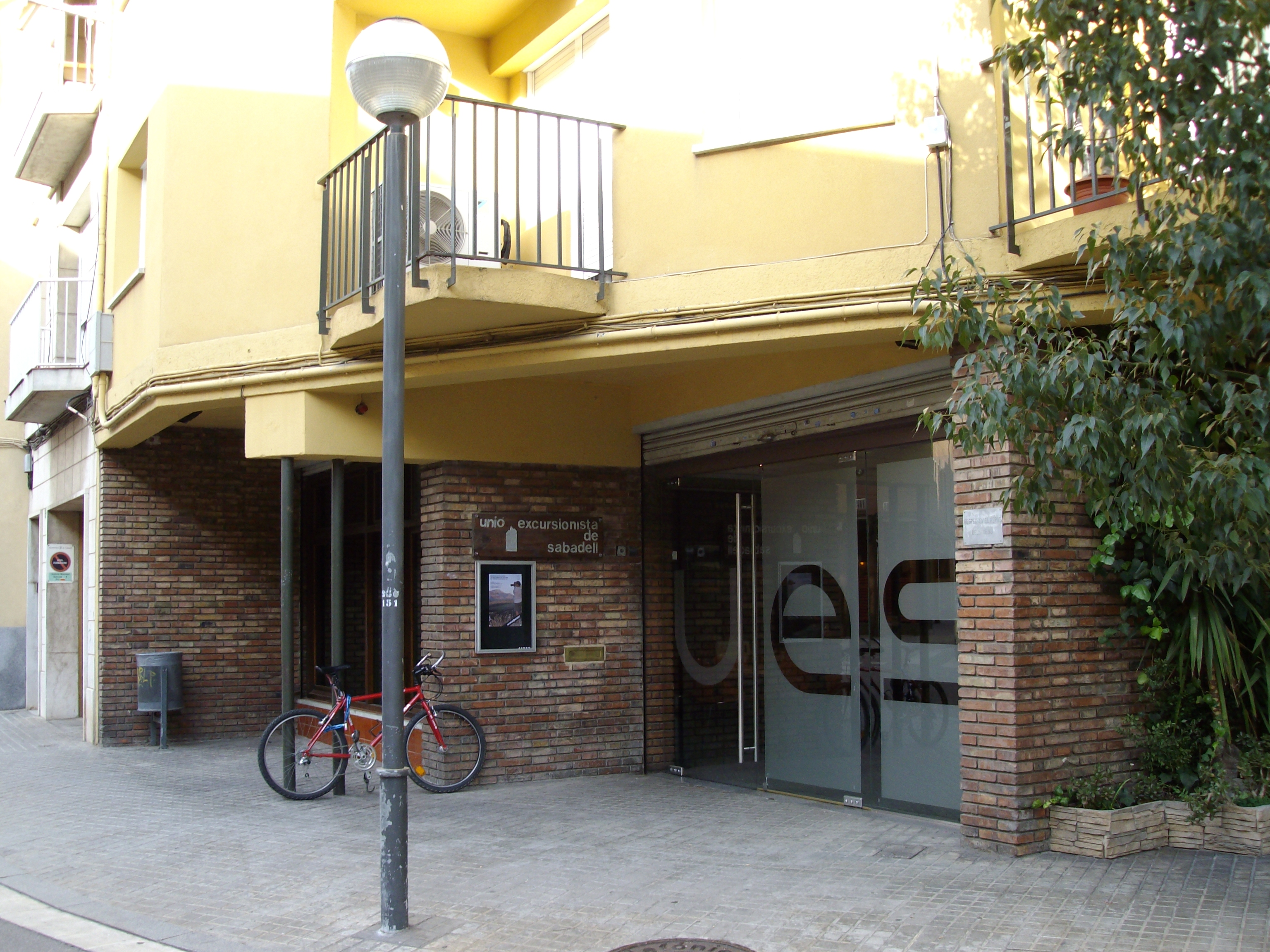
Unió Excursionista de Sabadell

La Unió Excursionista de Sabadell (UES) és l'entitat excursionista de Sabadell. Té per objectiu el foment de la pràctica de l'excursionisme i de tots els esports que es fan a la muntanya, com també la defensa de la cultura i el rodal. És la segona associació excursionista en nombre de socis dels Països Catalans i la tercera entitat que en té més a la ciutat. En el palmarès esportiu destaca la primera ascensió catalana al Manāslu (1999) i la baixada a la Gouffre Berger, avenc de -1.122 m (1995), entre d'altres.
És membre de la Federació d'Entitats Excursionistes de Catalunya (FEEC), la Federación Española de Deportes de Montaña y Escalada (FEDME), Federació Catalana d'Espeleologia (FEC), Federació de Curses d'Orientació de Catalunya (FCOC), Federació Catalana d'Esports d'Hivern (FCEH) i Federació Catalana de Ciclisme (FCC).
El 2014 l'entitat va publicar 100 anys d'excursionisme a Sabadell, 1908-2008, un llibre que aplega la història dels tres centres que la van fundar i els fets rellevants de l'entitat.
Des del 1993 publica Sabadell ahir, un calendari anual amb fotos històriques de la ciutat, comentades.

## Història

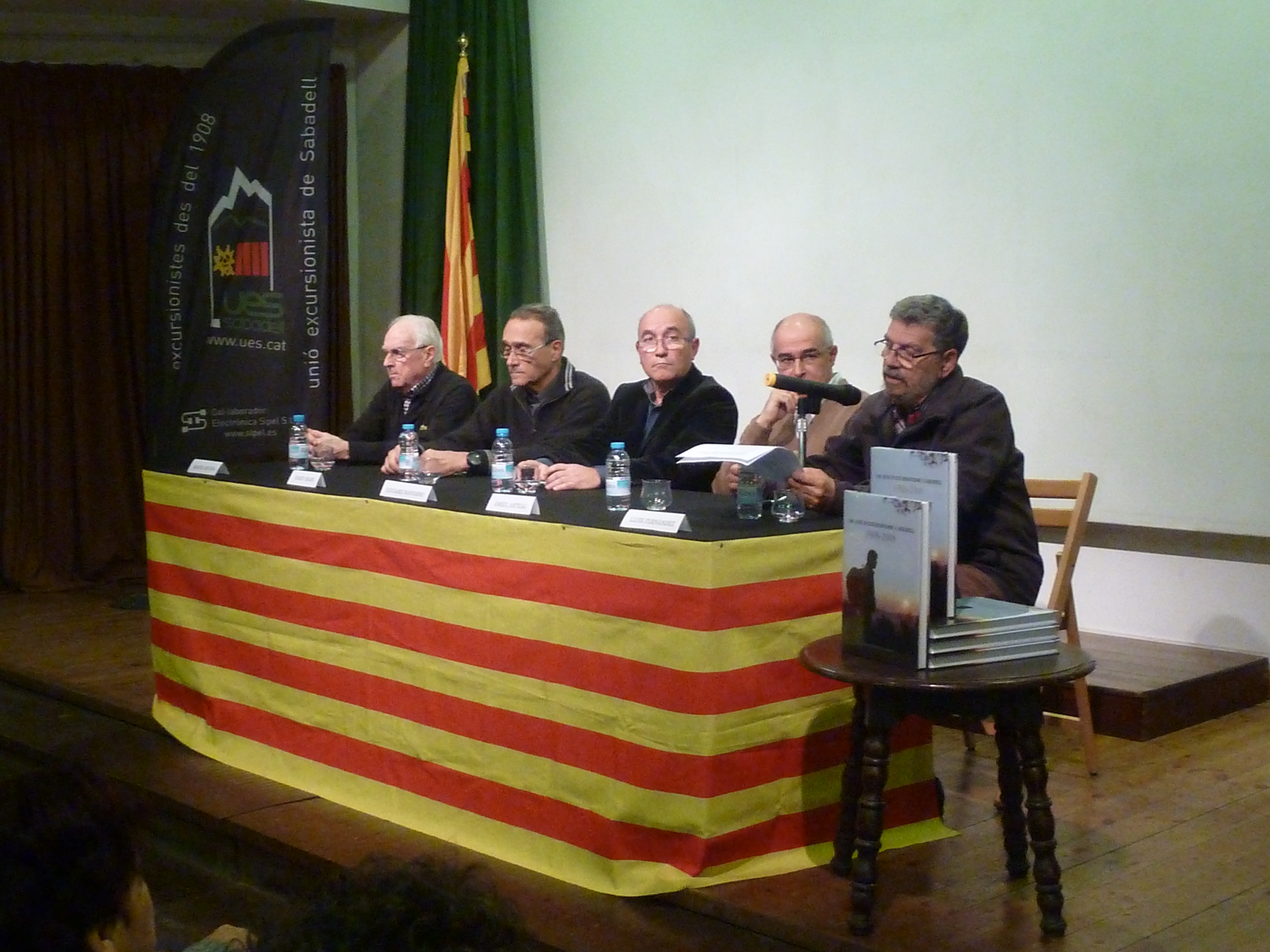
Lluís Fernàndez, parlant a la presentació del llibre 100 anys d'excursionisme a Sabadell. 1908-2008 (2014)

La Unió Excursionista de Sabadell es va constituir el 27 de febrer de 1970 tot fusionant el Centre Excursionista del Vallès (primera entitat excursionista de tot el Vallès, fundada el 1908), el Centre Excursionista Sabadell (fundat el 1919) i l'Agrupació Excursionista Terra i Mar (fundada el 1926). La UES és la unió de les tres entitats, n'és l'hereva i en conserva, per tant, els fons. L'any 2008 celebrà el centenari de l'excursionisme sabadellenc.

## Activitats
Les diferents seccions de l'entitat programen excursions de caràcter diferent cada setmana. Destaquen les activitats següents: les sardanes a la Mola, la Marxa Infantil de Regularitat, la Ronda Vallesana i les matinals pel rodal per a la gent gran. Secció coral ha organitzat diversos cops la Festa de la cançó de muntanya.

## Seccions
La Unió Excursionista de Sabadell té diverses seccions. Pel que fa a les seccions esportives hi ha: Aventura, BTT, Caminades de Resistència, Club Alpí, Escalada, Escola de Muntanya, Espeleo Club, Esquí, Marxa Nòrdica, Muntanya, Orientació i Senders. Les seccions socials són: Campaments, Grup d'Esplai La Ganyota de la UES, Famílies i Veterans. I les seccions culturals són Coral, Història, Natura, Cultura.

## Reptes assolits
Els esportistes de la UES han coronat els cims de més de 8.000 d'alcària següents: Shisha Pangma, el Cho Oyu, el Manāslu, el Gasherbrum II i el Dhaulagiri. També han assolit un -1.000 m en espeleologia: l'avenc de la Gouffre Berger.

## Premis i reconeixements[4]
- Entitat guanyadora de la Festa de l'Esport Sabadellenc els anys 1970, 1998, 1999, 2001 i 2007
- Premi El Corte Inglés a la Promoció de l'Esport. Festa de l'Esport de Sabadell 2018
- Premi Snooker a l'organització d'esdeveniments esportius a Sabadell per La Llanera Trial. Festa de l'Esport de Sabadell 2018
- Medalla d'Honor de la Ciutat de Sabadell 2008